# Момоериа
Момоериа ( грчки: Μωμο'ερων ) или момогерои (Μωμογεροι), или момоерои (Μωμοεροι) је новогодишња прослава у осам села у Кожанима, на периферији западне Македоније у Грчкој. Плесачи момоерије су група од 30 младића који представљају свештенике Мома (бога смеха и сатире ) или заповеднике Александра Великог са кацигама, оклопним сукњама, традиционалном обућом и украшеним штаповима. Од 25. децембра до 5. јануара играју на улицама села и обилазе домове људи уз музику, обично гајди. У плесу слушају наредбе команданта како би удовољили силе природе против опасности за стоку и сељане. Глумци око плесача изводе добро познату сатиричну представу (попут „Старца и ђавола“) коју публика позива да задиркује стварајући забавно окружење. Прослава кулминира на тргу на коме се сви окупљају и певају и плешу око ватре до јутра.
Овај обичај датира из предхришћанске ере, а касније и од „покрштeних“ понтских Грка, који су живели на обалама Црног мора и у понтским планинама североисточне Анадолије .
Момоериа је 2016. године уписана на УНЕСКО-ву листу нематеријалне светске баштине у Европи.